# ستاری پترین
ستاری پترین (به چکی: Starý Petřín) یک منطقهٔ مسکونی در جمهوری چک است که در ناحیه زنویمو واقع شده‌است. ستاری پترین ۱۸٫۵۵ کیلومتر مربع مساحت و ۲۴۱ نفر جمعیت دارد و ۴۳۰ متر بالاتر از سطح دریا واقع شده‌است.